# JUICE (oprogramowanie)
JUICE to darmowy program do analizy i edycji danych fitosocjologicznych. Został stworzony na Uniwersytecie Masaryka w Brnie w 1998 roku w oparciu o oprogramowanie TURBOVEG służące do indeksowania i przechowywania danych fitosocjologicznych. JUICE jest rozbudowanym narzędziem do analiz botanicznych posiadającym takie funkcje jak:
- tworzenie tabel synoptycznych,
- określanie gatunków diagnostycznych z uwzględnieniem ich wierności,
- obliczanie wartości wskaźników Ellenberga dla poletek oraz indeksów różnorodności alfa i beta,
- klasyfikacja poletek przy użyciu TWINSPAN lub analizy skupień,
- system klasyfikacji roślinności na podstawie metody COCKTAIL,
- eksport danych do formatów edytorów tekstu, arkuszy kalkulacyjnych i innych[1][2].

Na oficjalnej stronie programu można znaleźć instrukcje w językach angielskim, ukraińskim oraz francuskim, a także w formie krótkich filmów instruktażowych.

## Przykłady wykorzystania programu JUICE w praktyce
- Pyšek P., Jarošík V., Chytrý M., Kropáč Z., Tichý L. & Wild J. 2005 (Pdf). Alien plants in temperate weed communities: prehistoric and recent invaders occupy different habitats. Ecology 86: 772–785., dostęp 21.03,2015
- Ewald, J. 04.2003 (Pdf). A critique for phytosociology Journal of Vegetation Science 14(2)291-296, dostęp przez archiwum web.archive.org 21.03.2015